# Gornje Ladanje
Gornje Ladanje je naselje u Republici Hrvatskoj, u sastavu Općine Vinica, Varaždinska županija. 

## Stanovništvo
Prema popisu stanovništva iz 2001. godine, naselje je imalo 1013 stanovnika te 303 obiteljskih kućanstava. Prema popisu iz 2011. u naselju je obitavalo 949 stanovnika.
| broj stanovnika | 661   | 707   | 774   | 850   | 919   | 1060  | 1062  | 1149  | 1304  | 1242  | 1246  | 1153  | 1049  | 1053  | 1013  | 949   | 883   |
|                 | 1857. | 1869. | 1880. | 1890. | 1900. | 1910. | 1921. | 1931. | 1948. | 1953. | 1961. | 1971. | 1981. | 1991. | 2001. | 2011. | 2021. |

## Znamenitosti
- grobna kapela obitelji Erdödy, zaštićeno kulturno dobro